# Wspólnota administracyjna Ketzerbachtal
Wspólnota administracyjna Ketzerbachtal (niem. Verwaltungsgemeinschaft Ketzerbachtal) – dawna wspólnota administracyjna w Niemczech, w kraju związkowym Saksonia, w powiecie Miśnia. Siedziba wspólnoty znajdowała się w miejscowości Ketzerbachtal. Do 29 lutego 2012 należała do okręgu administracyjnego Drezno.
Wspólnota administracyjna zrzeszała dwie gminy wiejskie:
- Ketzerbachtal
- Leuben-Schleinitz

## Historia
1 stycznia 2014 została rozwiązana, a dwie gminy ją tworzące zostały przyłączone do miasta Nossen.